# El Mansouria
El Mansouria (en àrab المنصورية, al-Manṣūriyya; en amazic ⵎⵏⵚⵓⵕⵢⵢⴰ) és una comuna rural de la província de Benslimane, a la regió de Casablanca-Settat, al Marroc. Segons el cens de 2014 tenia una població total de 19.853 persones.